# Ali Khamassi
Ali Khamassi (arabe : علي الخماسي) est un athlète tunisien.

## Carrière
Ali Khamassi est médaillé de bronze du 5 000 mètres aux Jeux de l'Amitié en 1963 à Dakar. Il remporte ensuite la médaille d'argent du 10 000 mètres aux Jeux méditerranéens de 1967 à Tunis.
Il est sacré champion de Tunisie du 5 000 mètres en 1962 et du 10 000 mètres en 1965 et 1967.